# San Juan Capistrano
San Juan Capistrano (spanska för "Saint John of Capestrano", svenska för "Giovanni da Capistrano") är en stad (city) i Orange County, i delstaten Kalifornien, USA. Enligt United States Census Bureau har staden en folkmängd på 35 852 invånare (2013) och en landarea på 36,6 km².
San Juan Capistrano är känd för sina klippsvalor. De skyddade fåglarna återvänder under migrationen från staden Goya, Argentina, runt St. Joseph's Day (19 mars) varje år. Svalorna flyttar tillbaka runt den 23 oktober. Den dagen uppmärksammades förr som Giovanni da Capistranos dödsdag.
Mellan 2009 och 2017 återvände svalorna inte till San Juan Capistrano. De började istället flytta till och häcka i Chino Hills i södra Kalifornien, norr om San Juan Capistrano. Representanter för Missionskyrkan i staden misstänker att det beror på att kyrkan på grund av byggnation inte är den högsta byggnaden i området.
Genom att spela upp fågelläten och bygga bon för fåglarna att återanvända, lyckades man få svalorna att komma tillbaka.
År 2019 firades svalornas dag-paraden för 61:a gången.
1940-hitlåten "When the Swallows Come Back to Capistrano", skriven av Leon René, är en kärlekssång inspirerad av detta årliga evenemang.